# Karol Jan Laski
Karol Jan Laski (ur. w XVIII wieku w Łasku, zm. ok. 1802 w Warszawie) – polski bankier żydowskiego pochodzenia.
Nic nie wiadomo o jego młodości. Pod koniec XVIII wieku osiadł w Warszawie, gdzie w 1790 poślubił córkę bankiera Szmula Zbytkowera Atalię Józefę Adolfinę (1776-1850). Z pomocą teścia założył dom bankowy, który później rozwinął do wielkich rozmiarów Samuel Fraenkel - drugi mąż jego żony.
Ze związku z Atalią Józefą Adolfiną miał dwóch synów: Józefa Ludwika (ur. 1793, zm. w XIX w.) i Aleksandra Karola Bernarda (1796-1850, bankiera).
Nie wiadomo gdzie został pochowany.